# Вито, Луи
Луис «Луи» Вито (en. Louis «Louie» Vito; род. 20 марта 1988, Колумбус, штат Огайо) — американский сноубордист, выступающий в хафпайпе.
- Участник Зимних Олимпийских игр 2010 (хафпайп — 5 место);
- Бронзовый призёр Чемпионата мира по сноуборду 2012 (WSF) в хафпайпе;
- Бронзовый призёр X-Games 2011 в суперпайпе;
- Призёр этапов Кубка мира по сноуборду в хафпайпе;
- Серебряный призёр Чемпионата мира по сноуборду среди юниоров 2005 в хафпайпе.

## Биография
Луис Вито родился 20 марта 1988 года, в городе Колумбус штата Огайо. Кататься на сноуборде учился в школе Stratton Mountain School в Вермонте, а в 2005 году начал профессионально заниматься сноубордингом. После окончания средней школы в штате Юта продолжил карьеру сноубордиста. Первым успехом Вито стала серебряная медаль в хафпайпе на юниорском Чемпионате мира 2005 года. С семнадцати лет Вито стал добиваться успеха в профессиональном сноубординге. На открытом чемпионате Австралии одержал две из своих самых первых побед. В сезоне 2008 года Луи Вито был признан чемпионом серии Chevy U.S. Snowboarding Grand Prix. Затем он выигрывал в соревнованиях King of the Mountain Superpipe Championships в Калифорнии. На чемпионате Vans Cup Луи Вито занял 2 второе место, уступив своему основному сопернику Дэнни Кассу. В том же году он выиграл в Гран-при Killington. Затем он одержал ещё ряд блестящих побед в нескольких чемпионатах по экстремальным видам спорта. Вскоре Вито выиграл в серии американских Гран-при, завоевав второй серьезный титул. Он несколько раз участвовал в телевизионных программах. Несколько раз пробовал себя в качестве комментатора соревнований среди юниоров. Вито участвовал в девятом сезоне телевизионной передачи «Танцы со звездами (США)» (Dancing with the Stars), но через шесть недель он выбыл из программы. Параллельно со съемками в этой передаче Вито интенсивно готовился к зимней Олимпиаде в Ванкувере, где впоследствии он занял пятое место. В следующем, 2011 году, Луи завоевал бронзовую медаль в суперпайпе на Всемирных экстремальных играх. А через год выиграл бронзовую медаль на Чемпионате мира 2012 (WSF) в хафпайпе, в финале уступив швейцарцу Юрию Подладчикову и соотечественнику Мэтту Ледли.